# 활어차
활어차란 어업을 통해 잡은 살아있는 물고기를 나를 수가 있도록 제작된 특장차의 한 종류이다. 주로 해수어를 운반하는데 사용이 되며 수중의 살아있는 생명체들을 운반하기에 신선한 해수를 요구하는 차량이다.

## 특징
활어차는 주로 살아있는 바다의 해수어나 해산물 등과 같이 살아있는 생명체들을 운반하는 차종이기에 그만큼 특별한 관리를 요구한다. 또한 살아있는 생명체를 운반하기 위해 안에는 신선한 해수가 공급이 되어야 하며 그만큼 신속하고 안전하게 운반하는 것을 목적으로 한다. 차종으로는 현대 포터와 기아 봉고와 같은 1톤 소형 화물차들을 쓰는 경우도 있지만 주로 현대 마이티나 현대 메가트럭과 같은 준중형 화물차나 중형 화물차를 사용하며 가끔 8톤 이상의 대형 화물차나 트레일러를 쓰는 경우도 있다. 우리가 신선하고 건강한 바다의 생선과 해물요리를 먹기 위해서 필요한 자동차이며 그래서 수산물을 다루는 시장과 부두에선 가장 많이 등장하는 차량이기도 하다. 또한 카고트럭의 형식에서 살아있는 해산물과 수중의 생명체들을 나르기 위한 수족관을 싣고 개조하는 차량도 있지만 아예 활어차의 모습으로 특장한 차종들도 있다.

## 같이 보기
- 화물차
- 특장차
- 상용차